# Henri Seroka
Henri Seroka (ur. 9 maja 1949 w Brukseli) – belgijski kompozytor i piosenkarz.

## Życiorys
Urodził się w Belgii jako syn Niemki i Polaka. Jego ojciec Henryk podczas II wojny światowej brał udział w wyzwoleniu północno-zachodniej części Europy przez 1 Dywizję Pancerną pod dowództwem gen. dyw. Stanisława Maczka.
Swoją karierę rozpoczął w latach 60. jako piosenkarz na scenach w Belgii, Francji, Polski, Niemiec, Stanów Zjednoczonych i wielu innych państw Europy i Azji. Wystąpił m.in. podczas Festiwalu Piosenki w Sopocie w 1969 r., reprezentował wówczas Luksemburg, śpiewając piosenkę pt. La neige.
W 1984 roku otrzymał złotą płytę za kompozycję pt. Avanti la Vie reprezentującą Belgię podczas 29. Konkursu Piosenki Eurowizji. W 1984 roku podczas XXIII Letnich Igrzysk Olimpijskich w Los Angeles przedstawiono jego kompozycję jako belgijski wkład reprezentujący Europę w Ameryce Północnej, co przyniosło mu drugą złotą płytę. Jego kompozycje i piosenki znalazły miejsce w wielu filmach fabularnych i audycjach telewizyjnych. Współpracował między innymi z Betty Dorsey, Jeanem-Pierre’em Casselem, Ivanem Rebroffem, Dorothée, Rolandem Kaiserem, Lulu i Gunterem Gabrielem.
Od wielu lat jego największą pasją jest komponowanie muzyki filmowej i poważnej. Skomponował m.in. Credo Pamięci Generała Maczka i 1. Polskiej Dywizji. Seroka skomponował także muzykę do wielu polskich filmów i seriali, m.in. Ceremonia pogrzebowa, Halo Hans!, Kuchnia polska. Jacek Bromski powierzył mu kompozycję muzyki do większości swoich filmów fabularnych (musical Alicja, U Pana Boga za piecem, Zabij mnie glino, Kochankowie Roku Tygrysa, U Pana Boga w ogródku); w kilku z nich zagrał niewielkie role. Najbardziej znana kompozycja Seroki to jednak muzyka do serialu animowanego Smerfy.

## Filmografia (obsada aktorska)
- 1980: Alicja – kwiaciarz
- 1993: Kuchnia polska – agent CIA (odc. 5)
- 1996: Dzieci i ryby – przedstawiciel producenta tamponów

## Życie prywatne
Jego pierwszą żoną była piosenkarka Niki Ikonomu z zespołu Filipinki, drugą Peggy, a trzecia, Anne, w 1984 r. urodziła ich syna Juliena. W Brukseli, gdzie mieszka z przyjaciółką Martine, posiada własne studio dźwiękowe.